# Ludwig von Seidel
Philipp Ludwig von Seidel (1821-1896) va ser un matemàtic alemany, conegut pels seus treballs en òptica geomètrica.

## Vida i Obra
Seidel era fill d'un empleat de Correus i, durant la seva infància es va bellugar entre les ciutats de Nördlingen, Nuremberg i Hof, on va assistir a diferents escoles. El 1840 va ingressar a la universitat de Berlín i el 1842 es va traslladar a la de Königsberg, però els seus estudis els va acabar el 1846 a la universitat de Múnic, amb una tesi doctoral sobre les lents dels telescopis. Sis mesos més tard presentava la seva tesi d'habilitació en aquesta mateixa universitat sobre els criteris de convergència de les sèries. A partir de 1855 va ser professor titular a Múnic.
Els seus problemes amb la vista el varen obligar a retirar-se aviat; els últims anys de la seva vida els va passar amb la seva germana soltera, Lucie, i després de la mort de Lucie, amb la vídua d'un pastor protestant.
Les seves dues tesis marcaran els treballs de Seidel durant la seva vida acadèmica: la diòptrica i la anàlisi matemàtica. En el primer dels camps serà reconegut per haver definit les cinc formes s'aberració òptica, però no solament per això, sinó també per haver fet un estudi sistemàtic de la brillantor de 208 estrelles del nostre hemisferi.
En el camp de l'anàlisi, se li deu el haver estat el primer matemàtic en denunciar la contradicció patent en la que estava fonamentada la teoria de les sèries.